# Belebtschlamm

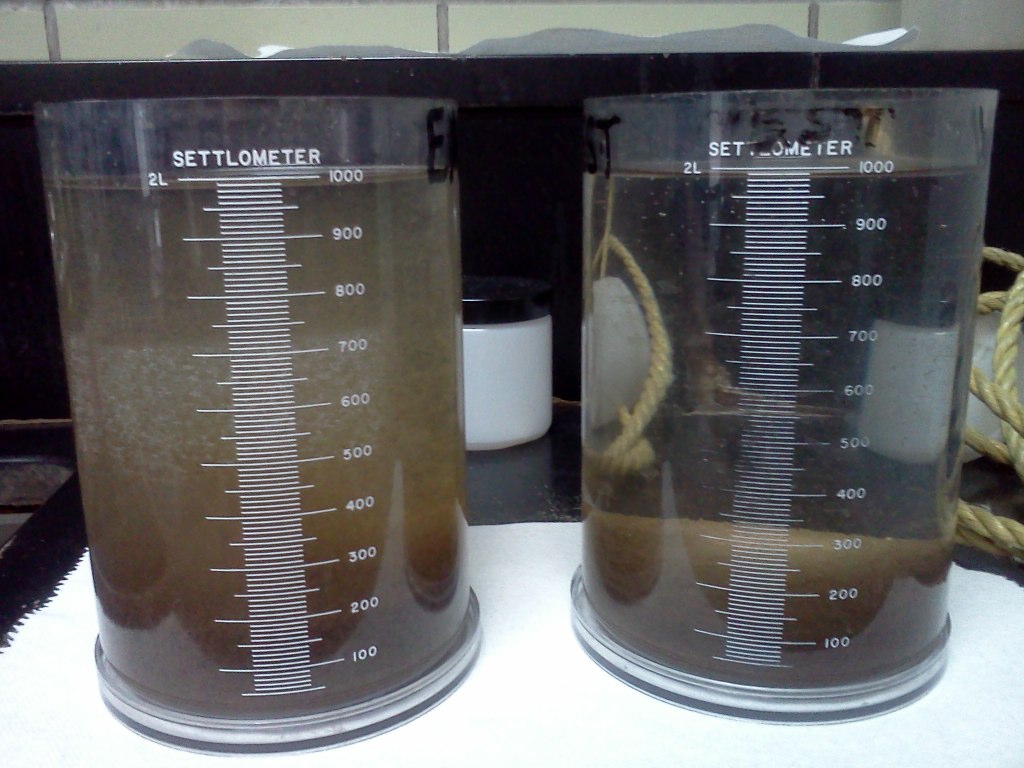
Absetzversuch zur Messung des Schlammvolumens zur Bestimmung des Schlammindex von Belebtschlamm

Belebtschlamm oder belebter Schlamm nennt man die Ansammlung an Mikroorganismen, die bei der aeroben biologischen Abwasserreinigung organische Stoffe abbauen. Er besteht vor allem aus Bakterien, Pilzen und Protozoen.
Der Belebtschlamm ist in der Kläranlage beim Belebtschlammverfahren für die Nitrifikation zuständig. Wichtig  ist vor allem, ihm genügend Sauerstoff zur Verfügung zu stellen. Der Belebtschlamm wird nach dem Reinigungsvorgang vom Abwasser getrennt und als Klärschlamm wiederverwendet.

## Rücklaufschlamm
Der Rücklaufschlamm (auch Rückführschlamm oder Rezirkulationsschlamm) ist ein Teil des Belebtschlammes, der im Belebungsbecken entsteht. Dieser wird in der Nachklärung vom gereinigten Abwasser getrennt. Das in der Regel gute Absetzverhalten des Belebtschlammes wird ausgenutzt um diesen durch eine Sedimentation vom gereinigten Abwasser zu trennen. Der größte Teil dieses Schlammes wird als Rücklaufschlamm wieder dem Belebungsbecken zugeführt. Dadurch wird sichergestellt, dass die Belebtschlammkonzentration im Belebungsbecken aufrecht gehalten werden kann. Die im Rücklaufschlamm enthaltenen belebten Flocken erneuern die Reinigungskraft der Belebung. Der nicht rezirkulierte, kleinere Volumenstrom des Belebtschlammes wird Überschussschlamm genannt.

## Überschussschlamm
Der Überschussschlamm ist der Teil des Belebtschlammes, der zu Konstanthaltung der gewünschten Biomassenkonzentration (Schlammbelastung) abgezogen und in die Schlammbehandlung gepumpt wird. Dieser entfernte Biomassenzuwachs wird in der Regel zusammen mit dem Primärschlamm der Schlammfaulung und schließlich der Schlammentwässerung zugeführt.